# Gramm-Leach-Bliley Act
Il Gramm-Leach-Bliley Act (GLBA), anche conosciuto come Financial Services Modernization Act of 1999, è una legge statunitense che ha abrogato le disposizioni del Glass-Steagall Act del 1933 che prevedevano la separazione tra attività bancaria tradizionale e investment banking (reintroducendo quindi la possibilità di formare delle banche miste o universali), senza alterare le disposizioni che riguardavano la Federal Deposit Insurance Corporation.

## Descrizione

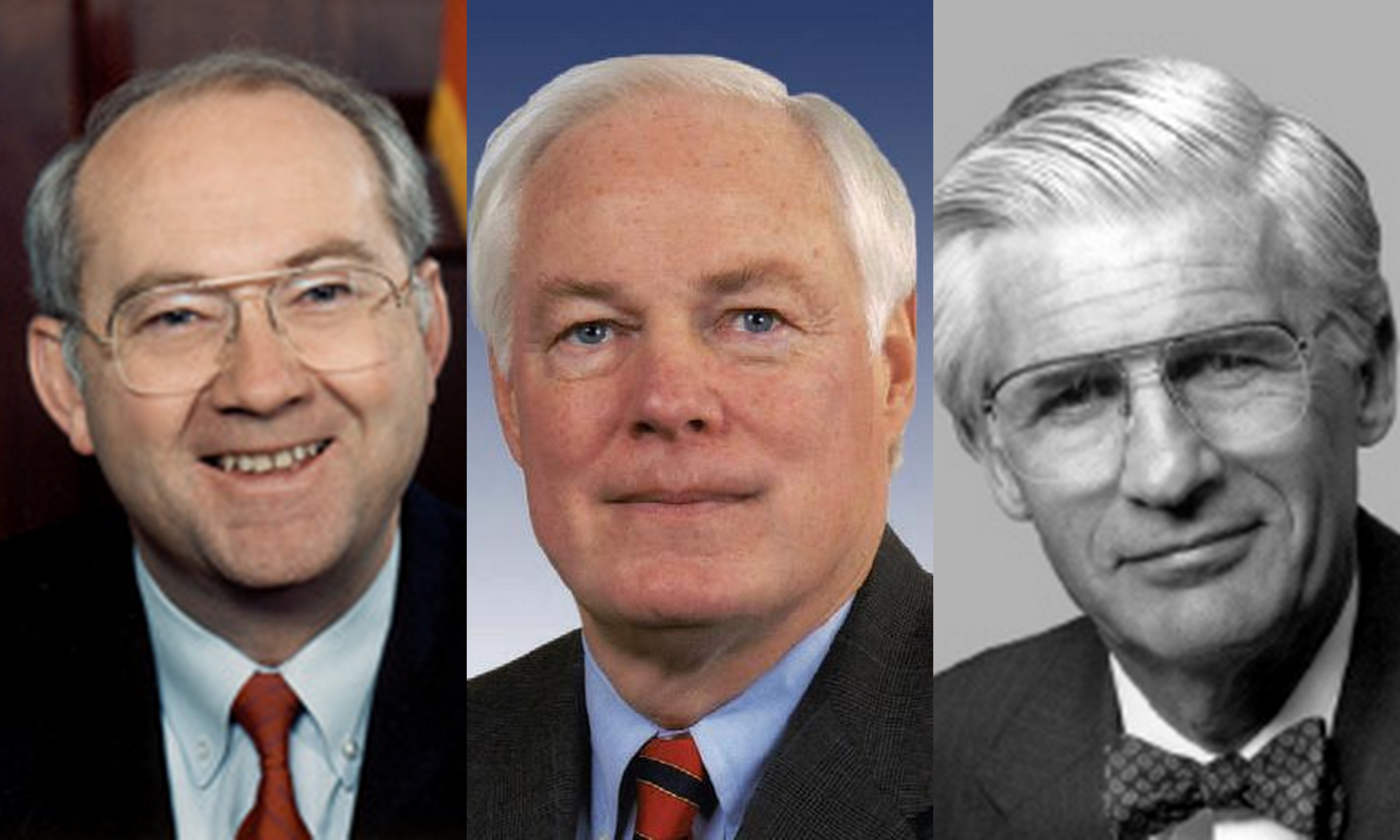
Phil Gramm (R, Texas), Jim Leach (R, Iowa) e Thomas J. Bliley, Jr. (R, Virginia), promotori della Gramm–Leach–Bliley Act.

La legge fu proposta al Senato da Phil Gramm e alla Camera Jim Leach e Thomas J. Bliley, Jr. Venne firmata dal presidente Bill Clinton il 12 novembre 1999.
Tale legge è stata accusata da diverse parti di essere una delle principali cause all'origine della bolla speculativa immobiliare degli anni 2000 e del successivo crash del 2006-2007 che portò al fallimento della Lehman Brothers e alla grande recessione del 2008-2009, creando società bancarie "Too big to fail". I difensori del GLBA, al contrario, sostengono che essa non abbia avuto alcun impatto nel determinare tali eventi o che addirittura li abbia mitigati: il Cato Institute sostiene che sia stata piuttosto la quotazione in borsa di molti istituti finanziari ad aver permesso tali speculazioni.